# 完顏賽不
完颜赛不（？—1233年），金始祖函普弟保活里的后裔，金國大将。
1190年，完颜赛不出任宁化刺史。1206年，随同僕散揆南下攻南宋，在溱水大胜宋军。1213年，知临洮府事。1217年，攻打信阳，次年，攻唐县。1220年，蒙古南下，被升任枢密副使，救援河东。1224年，完颜赛不由同平章事升任右丞相。1228年，到京兆府防御成吉思汗，1232年，完颜赛不任左丞相，随金哀宗出逃归德府。次年，守卫徐州，部将郭野驴献城投降。完颜赛不跳河自杀，被救起，五日后，自缢身亡。

## 延伸阅读
[在维基数据编辑]
 《金史·卷113》，出自脱脱《遼史》